# Nicomedes Castro
Nicomedes Castro (San José de Mayo, 1830 - Montevideo, 23 de febrero de 1912) fue un militar y político uruguayo. 
El 3 de octubre de 1865 integrando la Vanguardia del Ejército de la Triple Alianza con el Regimiento Escolta de Uruguay y con más de 300 soldados correntinos al mando del Coronel Reguera asaltan y toman la Trinchera de San Jose, actual Ciudad de Posadas, Misiones, Argentina, expulsando a los paraguayos que la ocupaban. 
Luego hacen lo mismo en Candelaria, Tranquera de Loreto (actual Ituzaingo, Corrientes) y Rinconada del Ombú (actual Gdor. Virasoro, Corrientes). 

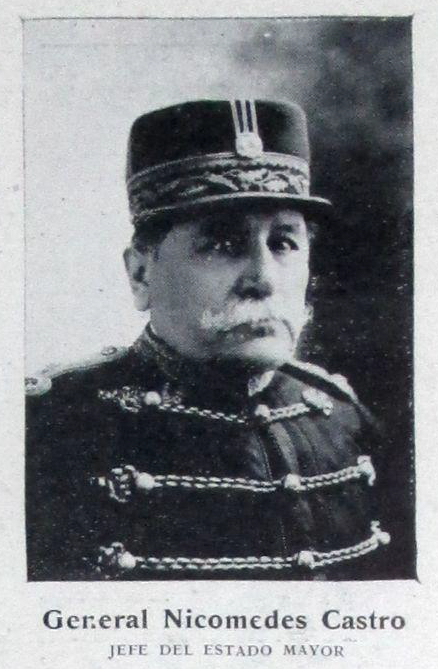
General Nicomedes Castro.

En la Ciudad de Posadas hay una calle que lleva su nombre. 

## Biografía
Se integró al Ejército en su primera juventud y formó parte de la Guardia Nacional del departamento de Salto. Acompañó la rebelión de 1857-1858 de los colorados conservadores liderados por César Díaz y luego de la Hecatombe de Quinteros emigró a Brasil. Se incorporó a la revolución de 1863-1865, Cruzada Libertadora liderada por Venancio Flores, con el grado de teniente primero y ascendió a sargento mayor. Luchó en la guerra de la Triple Alianza contra Paraguay, iniciada en 1865, integró la escolta del general en jefe y se destacó particularmente en la batalla de Estero Bellaco al mando del batallón 24 de Abril, en la que recibió una grave herida. Combatiendo en el batallón 24 de Abril, en Tuyutí volvió a ser herido seriamente, de balazos y arma blanca, y fue trasladado a Montevideo para su recuperación. Por entonces ostentaba grado de teniente coronel. 
Radiado de los combates por razones de salud, en 1867 se le designó jefe político y comandante militar de Cerro Largo. Defendió Melo contra el ataque de Timoteo Aparicio durante la Revolución de las Lanzas (1870-1872) donde sostuvo un sitio de siete días por todo el grueso del ejército revolucionario. Luego marchó al Paso de la Cadena para servir de plantel al ejército que sobre esa base formó al vencedor del Sauce, General D. José Gregorio Suárez. Una vez efectuado esto, se le mandó bajar a la Capital, donde siguió prestando servicios hasta la terminación de esa guerra. Solicitó y obtuvo entonces, a consecuencia de sus muchas heridas, cédula de inválido, pero manifestando estar siempre pronto al llamado del Gobierno, en cuanto hubiese peligro. Se le colocó en el llamado Cuerpo de Inválidos y entre 1887 y 1890 asumió la Jefatura Política de Durazno. Excelente administrador, organizó en esta ciudad la Escuela de Artes y Oficios, dedicada a la educación de jóvenes pobres, erigió un monumento a los Servidores de la Patria, impulsó el tendido de una línea telefónica y telegráfica entre Durazno y Sarandí del Yí, hizo construir el Hospital Municipal (financiado con una colecta popular que él mismo organizara) y durante su período se instaló una agencia del Banco Nacional. El cultísimo administrador del nosocomio, señor Don Dardo E. Clare, nos dice a su respeto: «Era un hombre fruto exclusivo de sus esfuerzos. Conversando con él se le descubría culto e ilustrado. Hecho a las fatigas y a la disciplina, mandaba sin pecar de prepotente. Le agradaba el progreso y era profundamente humanitario». 
Coronel graduado durante la presidencia de Máximo Tajes, se integró al arma de Caballería y ascendió a Coronel Efectivo. Designado Ministro del Tribunal de Apelaciones (1892) obtuvo el grado de General en 1893. Juan Lindolfo Cuestas lo designó Jefe del Estado Mayor General del Ejército en 1898, y combatió la sublevación que contra el golpe de Estado se iniciara el mismo mes de julio de ese año. Recibió por su comportamiento en aquellas acciones encendidos elogios del propio Cuestas y fue ascendido al grado de General de División. Miembro del Consejo de Estado, ocupó el Ministerio de Guerra y Marina hasta 1899, cuando pasó a formar parte de la Justicia Militar. Durante la revolución de 1904 del Partido Nacional fue transitoriamente Jefe de Policía de Montevideo. Se retiró en 1911 y falleció en la Capital el 23 de febrero de 1912.